# Zodion parva
Zodion parva är en tvåvingeart som beskrevs av Adams 1903. Zodion parva ingår i släktet Zodion och familjen stekelflugor. Inga underarter finns listade i Catalogue of Life.